# Liste der Monuments historiques in Bréhand
Die Liste der Monuments historiques in Bréhand führt die Monuments historiques in der französischen Gemeinde Bréhand auf.

## Liste der Objekte
| Bezeichnung                                | Beschreibung                                                            | Standort                        | Kennzeichnung | Schutzstatus | Datum | Bild |
| ------------------------------------------ | ----------------------------------------------------------------------- | ------------------------------- | ------------- | ------------ | ----- | ---- |
| Weihwasserkessel                           | Bronze, bezeichnet 1651                                                 | in der Kirche Notre-Dame (Lage) | PM22000042    | Classé       | 1965  |      |
| Kollektenteller                            | Zinn, gemarkt 1692                                                      | in der Kirche Notre-Dame (Lage) | PM22000041    | Classé       | 1965  |      |
| Kelch und Patene                           | Silber, 17. Jahrhundert                                                 | im Château de Launay (Lage)     | PM22000044    | Classé       | 1980  |      |
| Liegefigur                                 | Granit, Anfang des 14. Jahrhunderts; in der Kirche Notre-Dame deponiert | im Château de Launay (Lage)     | PM22000043    | Classé       | 1980  |      |
| Skulptur Madonna mit Kind                  | Holz, farbig gefasst, 18. Jahrhundert                                   | in der Kirche Notre-Dame (Lage) | PM22002496    | Inscrit      | 1977  |      |
| Zwei Skulpturen: Petrus und Heiliger Josef | Holz, farbig gefasst und vergoldet, zweite Hälfte des 17. Jahrhunderts  | im Pfarrhaus (Lage)             | PM22005421    | Inscrit      | 2018  |      |